# Takahiro Setsumasa
Takahiro Setsumasa (節政貴弘, Setsumasa Takahiro), né le 19 mai 1972, est un ancien joueur japonais de basket-ball. Il évolue durant sa carrière au poste de meneur.